# Valentin Stanič
Valentin Stanič, slovenski rimskokatoliški duhovnik, alpinist, pesnik, pisatelj, prevajalec, učitelj, vzgojitelj in kulturni delavec, * 12. februar 1774, Bodrež, † 29. april 1847, Gorica.

## Življenje
Valentin Stanič se je rodil 12. februarja 1774 v Bodrežu blizu Kanala, očetu Andreju in materi Marini, roj. Ipavec. Pri hiši se je reklo pri Cerovščkovih. Imel je brata Tomaža in štiri sestre. Prve učne ure je imel pri domačem učitelju in kanalskem kaplanu. Takratno trivialko (osnovno šolo) je obiskoval v Trbižu. Tretji razred pa je obiskoval v Celovcu, kot tudi prvi in drugi razred gimnazije. Gimnazijo je končal v Salzburgu. Tam je kasneje študiral filozofijo in teologijo. Goriško bogoslovje je bilo namreč zaprto zaradi reform Jožefa II. Takrat se je začel ukvarjati z alpinizmom in pesnenjem. Po koncu študija je postal tudi praktičen gospodarstvenik in »socialni delavec, ki je želel vzdigniti raven civilizacije, kulture in pomoči ubogim (šolstvo, kmetijske vede, družbene ustanove ipd.).« (Pogačnik 1995: 202.) Po novi maši v Kanalu je do jeseni odšel v Salzburg. Nato je bil kaplan v Banjšicah, vikar v Ročinju, kjer je ustanovil šolo in nazadnje zaradi dobrote in zaslug kanonik v Gorici, kjer je ustanovil gluhonemnico. Bil je tudi višji šolski nadzornik. Za učenje je zbiral otroke na prostem in jih učil verouka, pisanja, branja, računanja, astronomije, plavanja, higiene in kmetovanja. Povsem slednje je učil praktično: »[o]n sam je bil najlepši zgled dela. Sam je obdeloval njive, skrbel za živino, zidal in tesaril, napeljeval vodo, delal načrte za mostove, spravljal žičnice čez reke« (Brecelj 1973: 167). Značajsko je bil vesel, užival je »v žvižganju in petju in sploh veselem razpoloženju, ki je vse, ki so bili v njegovi bližini, prevzemalo in osvajalo.« (Brecelj 1973: 167.) V manjši meri je učil tudi odrasle. Prvi v domačih krajih se je cepil proti črnim kozam. Znan pa je tudi po jabolčni sorti goriška sevka. Umrl je zaradi posledic delovne nezgode pri popravljanju gluhonemnice. Pokopan je bil na nekdanjem goriškem pokopališču Santa Croce (danes Parco della Rimembranzza).

### Pomembne letnice:
- 1790 začel s šolanjem v Trbižu
- 1793 prišel v Salzburg
- 1798 vstopil v bogoslovje
- 1800 opravil svoje najuspešnejše alpinistične dosežke; vzpon na najvišji in najbolj zahtevni vrh Watzmanna, 2713 m Mittelspitze, Veliki Klek (Grossglockner), Hoher Göll, Untersberg
- 1802 končal študij, 7. februarja v Salzburgu posvečen v duhovnika, 28. februarja imel novo mašo v Kanalu, bil kaplan v Nonnbergu na Salzburškem, oktobra postal kaplan v Banjšicah pri Sv. Duhu
- 1807 osnoval malo tiskarno in v njej delal
- 1808 povzpel se je na Triglav in mu izmeril višino
- 1809 postal vikar v Ročinju
- 1819 goriški škof Jožef Balant ga je imenoval za kanonika v Gorici, postal tudi višji šolski nadzornik
- 1822 izšla prva slovenska tiskana knjiga v Gorici Pesme za kmete ino mlade ljudi
- 1840 osnoval je prvo slovensko knjigarno v Gorici; po njegovi zaslugi so v Gorici ustanovili gluhonemnico
- 1845 priključil se je "Društvu zoper trpinčenje živali" v Münchnu
- 1846 prvi v takratni Avstriji je v Gorici ustanovil društvo proti mučenju živali

## Alpinizem
Valentin Stanič je bil pionir modernega alpinizma (v hribe je hodil sam, brez vodnika) in najpomembnejši alpinist Vzhodnih Alp na začetku 19. stoletja. Bil je prvi, ki je stopil na vrh Watzmanna, ki je simbol Bavarske. O tem so obširno poročali mediji in Staniča posebej poudarjali kot Slovenca, čeprav je bil takrat državljan Avstroogrske. Prvenstvene vzpone je opravil v gorah v okolici Salzburga. Takoj prvi dan po prvopristopnikih pa je stopil tudi na vrh Velikega Kleka (Grossglocknerja). Prvi je pozimi stopil na nevarni Untersberg. 
Legenda pravi, da je bil razočaran, ker na Veliki Klek ni mogel stopiti s prvopristopniki, zato je splezal na komarčo (deblo s prisekanimi vejami), ki so jo rabili kot lestev za lažji prehod skozi škrbino in pustili na vrhu.
Na nekaterih gorah je Valentin Stanič tudi znanstveno z različnimi aparati izmeril njihovo višino, tlak in drugo. Bil je tudi v gorah Karnijskih Alp (Clapsavon), na Gaisbergu, Schafbergu, Hochstaufnu ter na Matajurju, Savinjeku in v Karavankah.
Staničevi planinski spisi so ne samo opisovanje pokrajinskih razgledov in panoram, kar so ljudje takrat prvič spoznavali, ampak tudi opisi flore, alpinističnih dejanj in njegovega duševnega odziva. Zanimala ga je botanika, geologija, proučevanje klimatskih razmer, …

### Pomembnejši nemški sestavki, povezani s planinstvom in izdani v nemških časnikih:
- Etwas über meine Exkursion auf den Schafberg bei St. Gilgen (1801 v Salzburgischer Intelligenzblatt; 1924 v Slovencu, prevedel Jože Lovrenčič)
- Neue Reise auf den Glockner (1802 v Salzburgischer Intelligenzblatt)
- Der zufriedene Landpriester (1802 v Salzburgischer Intelligenzblatt; 1924–1925 v Goriški Straži, prevedel Jože Lovrenčič)
- Aus dem Briefe eines Reisenden von Canal in Görz (1802, del objavljen v: Salzburgischer Intelligenzblatt)
- Meine Erfahrungen bei der Exkursionen auf den Hohen Goehl (1881 v Zeitschrift des DÖAV (deutschen und österreichischen Alpenvereines), 1802, 1998)
- Etwas über meine Reise auf den Triglou in Oberkrain, angefangen am 18. September 1808 ''(napisan 1818, objavljen delno: l. 1857 v Blätter aus Krain (priloga Laibacher Zeitung) in l. 1885 v Zeitschrift des DÖAV (COBISS – posebni odtis); 1924 v Planinski vestnik, prevedel Ivan Kogovšek)
- Wallfahrt der Taubstummen auf den Heiligen Berg bei Görz am 21. Juni 1844 (1844)
- Gefühle einiger Taubstummen, vorgetragen bei Gelegenheit der am 9. September 1844 abgehaltenen Prüfung der Taubstummen (1844)

## Književno delo
Poleg nemških sestavkov, ki so bili povezani z njegovimi dosežki v alpinizmu, je Staničevo delo opazno predvsem v poeziji. Deloval je prerodno in praktično, saj se je posvečal stvarem, ki so izboljševale vsakdanje potrebe. Na Banjšicah in v Ročinju je z namenom, da bi izobrazil svoje ljudstvo, ustanovil lastno tiskarno in knjigarno. Tam je tiskal svoje pesmi (Pesm per predomislovanju Jezusoviga terplenja, Sacris solemniis ali Cerkovna pejsem od svetiga Rešnjega Telessa, Stabat Mater ali zerkovna pejsem od shalostne matere Boshje, Na moje lube šolerje in šolerce). V mislih je imel tudi knjižno družbo, ki bi izdajala ljudske knjige. Delo z lastno tiskarno je nadaljeval tudi v Gorici. Tam je natisnil Ferienfahrtlied (1834) in Perporočenja vredne bukvice za Slovence (1842). S svojimi poročili o razmerah in dogodkih v deželi je sodeloval v salzburškem listu Intelligenzblatt (Wallfahrt der Taubstummen auf den Heiligen Berg bei Görz (1844)).
Staničeve pesmi so poučne. Z njimi utrjuje človekoljubje, vzgaja zadovoljstvo v poklicnem delu. Pomembna mu je vera v človekov napredek. Ta vera pa se je nanaša tudi na zaupanje v Boga. S to vero je reševal svoja zadnja vprašanja življenja, kar je opisano v njegovi zadnji pesmi Hvala vinske trte (Pogačnik 1995: 203).

## Poimenovanja in počastitve
Po Valentinu Staniču se imenuje: Staničev planinski dom v Julijskih Alpah v bližini Triglava, Staničevo zavetišče, ki je izdolbeno v skalo pod Triglavom, planinsko društvo Kanal. Staničev vrh je 1805 m visoka vzpetina na grebenu Zeleniških špic v Kamniško-Savinjskih Alpah.
Leta 1957 so mu v Kanalu odkrili spomenik (kipar Janez Pirnat). 
V Ljubljani se po njem imenuje ulica, ki je prvič tako poimenovana leta 1926. Staničeva ulica je tudi v Kanalu, v Kopru pa so Staničevo ime proslavili s Staničevim trgom. Šele od leta 2005 ima tudi Gorica trg Piazzale V. Stanič. Znamenja o Staniču ni imela od leta 1974, torej od odstranitve Staničevega nagrobnika, kljub Staničevemu tamkajšnjemu dolgoletnemu bivanju in delovanju.
Leta 1994 so priredili prvi pohod Po stopinjah Valentina Staniča od Solkana prek Sabotina na Vrhovlje in Korado do Kanala. Od takrat je organiziran vsako leto. 29. aprila je v Kanalu občinski praznik v spomin Valentinu Staniču.
V Münchnu se po njem imenuje trg (Stanigplatz) in ulica. Nemško planinsko društvo Muenchen je ustanovilo Nagrado/Preis Valentin Stanič za vidne osebnosti, zaslužne za človeka in naravo. Leta 1999 so na pročelje planinske postojanke Watzmannhaus, ki stoji v pogorju Watzmanna na Bavarskem, dodali dvojezično bronasto ploščo v spomin na prvenstveni vzpon Valentina Staniča. V koči so uredili tudi Staničev kot.